# Lasiurus insularis
Lasiurus insularis — вид рукокрилих, родини Лиликові.

## Поширення, поведінка
Країни проживання: Куба. Було повідомлено, що населяють пальмові гаї. Комахоїд.